# Roisel
Roisel ist eine nordfranzösische Gemeinde mit 1609 Einwohnern (Stand 1. Januar 2022) im Département Somme in der Region Hauts-de-France. Sie liegt am Flüsschen Cologne.

## Sehenswertes
- Die Kirche Saint-Martin wurde nach der völligen Zerstörung im Ersten Weltkrieg nach Plänen des Architekten Louis Faille im Jahr 1926 restauriert und wieder aufgebaut. Im Tympanon ist eine Statue des Hl. Martin des Bildhauers Maurice Guiraud-Rivière zu sehen.
- Das ebenfalls völlig zerstörte Rathaus wurde 1926 nach Plänen des Architekten Maurice Lucet nur unweit des ursprünglichen Standortes neu errichtet.
- Das Kriegerdenkmal (Monument aux morts) befindet sich hinter der Kirche und enthält die Namen der Gefallenen des Ortes.

## Infrastruktur
In Roisel existieren ein Kindergarten und eine Grundschule. Der ehemalige Schienenbahnhof von Roisel war Station der Strecke Paris-Nord - Cambrai über Creil und  Montdidier. Die Gruppe Espace Jeunesse et Nature hat dort nun ein Jugend-Gästehaus mit 14 Zimmern eingerichtet.